# Aboul Gharib
Pour les articles homonymes, voir Gharib.
Magister Aboul Gharib Arçrouni (ou Apnelgaripes, Abelgarib, Aplłarib Artsruni) est un gouverneur byzantin de Tarse, en Cilicie, originaire de la région arménienne du Vaspourakan. Il est fils d'Haçan, lui-même fils de Khatchig.

## Biographie
En 1042, il est nommé gouverneur de la Cilicie par l'empereur Constantin IX Monomaque et siège dans la ville de Tarse. D'origine arménienne, il s'était converti à l'Église orthodoxe grecque, le rendant impopulaire aux yeux de ses compatriotes « monophysites ». Selon Vardan Areveltsi, il contrôlait les villes de Missis, d'Adana, de Lampron et de Barbaron. L'historien Vahan Kurkjian (en) affirme qu'il était apparenté à l'héthoumide Oschin Ier, seigneur de Lampron.

## Descendance
Il eut plusieurs filles :
- l'une d'entre elles épousa le prince David, fils de l'ancien roi Gagik II Bagratouni, qui avait cédé son royaume contre plusieurs thèmes byzantins autour de Césarée de Cappadoce. Vardan Areveltsi raconte que David, brouillé avec son beau-père, fut emprisonné et Gagik vint à Tarse pour essayer de le libérer, mais ses troupes furent dispersées. Cependant, après la mort de Gagik, Aboul Gharib empoisonna son gendre. Le récit de Mathieu d'Édesse est légèrement différent, car il raconte que Gagik II obtint la libération de son fils, emprisonné à Barbaron, mais dans tous les cas, David meurt empoisonné par son beau-père[3].
- une autre s'est mariée avec l'héthoumide Oschin Ier, seigneur de Lampron[4].

On lui attribue une autre fille mariée à Galéran du Puiset, un compagnon de Baudouin du Bourg, comte d'Édesse, mais le père de cette fille est un homonyme, Abelgharik, fils de Vasak et seigneur de Birek, dont la forteresse fut prise par Baudouin II en 1116.
Un sceau d'Aplłarib a été retrouvé près de Tarse. Il représente saint Georges avec l'inscription « Saint Georges, aide ton serviteur le magister Apnelgaripes ».